# Beatrice Chepkoech
Beatrice Chepkoech Sitonik (Kericho, 6 juli 1991) is een atlete uit Kenia, die zich heeft gespecialiseerd in de 3000 m steeple. Zij is sinds 2018 de wereldrecordhoudster in deze discipline en werd bovendien zowel Afrikaans als wereldkampioene in haar specialiteit. Ze nam tweemaal deel aan de Olympische Spelen, met een vierde plaats als beste resultaat.

## Loopbaan

### Eerste jaren
Chepkoech begon haar hardloopcarrière op de weg. In 2014 eindigde zij op wegwedstrijden in Duitsland en Nederland enkele malen bij de eerst drie. In 2015 stapte zij over naar de baanatletiek en won zij tijdens de Nacht van de Atletiek in het Belgische Heusden-Zolder gelijk maar de 1500 m in 4.03,28, wat niet alleen een PR-prestatie, maar tevens een meeting record was. Op de wereldjaarranglijst eindigde zij hiermee net buiten de top-twintig. Op de Afrikaanse Spelen dat jaar veroverde zij op de 1500 m een bronzen medaille. Zij beëindigde het wedstrijdseizoen met deelname aan een 2000 m steeple tijdens de ISTAF-meeting in Berlijn, waar zij in een sterk deelnemersveld tweede werd. Dit zette haar ertoe aan om zich toe te leggen op de 3000 m steeple en een poging te wagen om zich op dit onderdeel te kwalificeren voor de Olympische Spelen van 2016 in Rio de Janeiro. 

### Olympisch debuut in 2016
Die overstap bleek een succes. Na goede resultaten in enkele Diamond League-wedstrijden stond Chepkoech met een persoonlijk beste tijd van 9.17,41 voor de aanvang van de Spelen in Rio al op de vijfde plaats van de wereldranglijst. Op de Spelen zelf finishte zij in 9.16,05 als vierde maar net buiten de medailles. Later die maand eindigde zij het wedstrijdseizoen in Parijs met een PR van 9.10,86.

### Negen-minutengrens doorbroken
In 2017 won Chepkoech haar eerste Diamond League-wedstrijd; tijdens de Meeting de Paris zegevierde zij op de 3000 m steeple in 9.01,69. Op de wereldkampioenschappen in Londen had ze vervolgens de pech dat zij een waterbak miste, waardoor ze zo’n meter of 30 terug moest lopen om alsnog over die bak te springen. Hierdoor eindigde zij op een teleurstellende vierde plaats in 9.10,45. Tijdens de Weltklasse Zürich, de laatste Diamond League-wedstrijd van het jaar met een 3000 m steeple in het programma, doorbrak de Keniaanse voor het eerst in haar carrière de negen-minutengrens met een tweede plaats in 8.59,84.

### Wereldrecord
In april 2018 nam Chepkoech deel aan de Gemenebestspelen, die in het Australische Gold Coast werden gehouden. Ze liep daar een 1500 m, waarin ze achter de Zuid-Afrikaanse Caster Semenya tweede werd in 4.03,09, een PR-prestatie. Daarna richtte zij zich op de Diamond League-serie waarvan zij, weer terug op de 3000 m steeple, achtereenvolgens de wedstrijden in Shanghai en Parijs won, de laatste in 8.59,36, opnieuw een PR-prestatie. Dit alles verbleekte echter bij wat ze vervolgens op 20 juli tijdens de Herculis-meeting in Monaco presteerde. In die wedstrijd vermorzelde zij op de 3000 m steeple het wereldrecord van 8.52,78, dat haar landgenote Ruth Jebet twee jaar eerder op de Olympische Spelen in Rio had gevestigd, met niet minder dan ruim acht seconden. Met haar 8.44,32 creëerde de Keniaanse een nieuwe benchmark voor deze discipline. Vervolgens eiste zij de maand erna de titel voor zich op bij de Afrikaanse kampioenschappen. Haar winnende tijd van 8.59,88 was een toernooirecord. Door ten slotte ook tijdens de Memorial Van Damme de 3000 m steeple te winnen in 8.55,10, behaalde zij tevens de eindoverwinning in de Diamond League-reeks van dat jaar.

### Goud op WK 2019
Het jaar na haar wereldrecord bereikte Chepkoech een volgend hoogtepunt in haar carrière. Na aan het begin van het jaar eerst zevende te zijn geworden op de Wereldkampioenschappen veldlopen in het Deense Aarhus, beleefde zij in september op de WK in Doha haar grootste triomf door op de 3000 m steeple de titel te veroveren in 8.57,84, een toernooirecord. Vervolgens was, na vier van de vijf wedstrijden te hebben gewonnen, de eindoverwinning in de Diamond League reeks opnieuw de hare.

### Terugval na wereldrecord
Na het door de coronapandemie vrijwel lamgelegde wedstrijdjaar 2020 startte Chepkoech in 2021 voortvarend door reeds in februari het wereldrecord op de 5 km te verbeteren. Tijdens de 'Monaco Run' haalde zij vijf seconden af van het bestaande record voor gemengde wedstrijden, dat sinds 2018 op 14.48 stond op naam van haar landgenote Caroline Chepkoech. Met haar 14.43 was zij trouwens ook sneller dan het record van Sifan Hassan van 14.44, gelopen in een vrouwenwedstrijd. Op de Olympische Spelen van 2020, die vanwege de coronapandemie een jaar was uitgesteld, bleek Chepkoech niet in haar beste doen. In de finale van de 3000 m steeple kon zij, na een in eerste instantie langzaam begin, de latere tempoversnellingen niet goed pareren, waardoor zij terugviel en slechts als zevende finishte in 9.16,33.
In 2022 moest Chepkoech zich, als gevolg van een blessure, terugtrekken voor de WK in Eugene in juli.

## Titels
- Wereldkampioene 3000 m steeple - 2019
- Wereldkampioene veldlopen mixed relay - 2017
- Wereldindoorkampioene 1500 m - 2018
- Afrikaans kampioene 3000 m steeple - 2018
- Keniaans kampioene 1500 m - 2017
- Keniaans kampioene 3000 m steeple - 2018

## Persoonlijke records
Baan
| Onderdeel      | Prestatie     | Datum             | Plaats     |
| -------------- | ------------- | ----------------- | ---------- |
| 800 m          | 2.05,73       | 30 mei 2015       | Oordegem   |
| 1000 m         | 2.44,44       | 10 oktober 2020   | Hengelo    |
| 1500 m         | 4.03,09       | 10 april 2018     | Gold Coast |
| 3000 m         | 8.22,92       | 25 september 2020 | Doha       |
| 5000 m         | 14.39,33      | 1 september 2017  | Brussel    |
| 2000 m steeple | 5.47,42 (WBP) | 10 september 2023 | Zagreb     |
| 3000 m steeple | 8.44,32 (WR)  | 20 juli 2018      | Monaco     |

Weg
| Onderdeel      | Prestatie | Datum            | Plaats      |
| -------------- | --------- | ---------------- | ----------- |
| 5 km           | 14.43     | 14 februari 2021 | Monaco      |
| 10 km          | 32.13     | 8 april 2023     | Port-Gentil |
| 15 km          | 47.12     | 19 november 2023 | Nijmegen    |
| halve marathon | 1:24.02   | 25 oktober 2009  | Nairobi     |

Indoor
| Onderdeel | Prestatie    | Datum            | Plaats     |
| --------- | ------------ | ---------------- | ---------- |
| 1500 m    | 4.02,09 (NR) | 4 februari 2020  | Düsseldorf |
| 3000 m    | 8.31,72      | 17 februari 2021 | Toruń      |

## Palmares

### 1500 m
- 2015:  Afrikaanse Spelen in Brazaville - 4.19,16
- 2017:  Keniaanse kamp. - 4.03,2
- 2018: 7e  WK indoor - 4.13,59
- 2018:  Gemenebestspelen - 4.03,09

### 3000 m
- 2024:  WK indoor - 8.22,68 (NR)

### 15 km
- 2022:  Zevenheuvelenloop - 47.19
- 2023:  Zevenheuvelenloop - 47.12

Diamond League-resultaten
- 2020:  Qatar Athletic Super Grand Prix - 8.22,92

### 3000 m steeple
- 2016: 4e OS - 9.16,05
- 2017: 4e WK - 9.10,45
- 2018:  Keniaanse kamp. - 9.23,73
- 2018:  Afrikaanse kamp. - 8.59,88
- 2018:  Wereldbeker in Ostrava - 9.07,92
- 2019:  WK - 8.57,84
- 2021: 7e OS - 9.16,33
- 2023:  WK - 8.58,98

Diamond League-resultaten
- 2017:  Meeting de Paris - 9.01,69
- 2017:  Weltklasse Zürich - 8.59,84
- 2018:  Diamond League Shanghai - 9.07,27
- 2018:  Meeting de Paris - 8.59,36
- 2018:  Herculis - 8.44,32
- 2018:  Memorial Van Damme - 8.55,10
- 2018:   Diamond League
- 2019:  Diamond League Shanghai - 9.04,53
- 2019:  Prefontaine Classic - 8.55,58
- 2019:  British Grand Prix - 9.05,55
- 2019:  Weltklasse Zürich - 9.01,71
- 2019:   Diamond League
- 2021:  Stockholm Bauhaus Athletics - 9.10,52
- 2021:  Herculis - 9.04,94
- 2023:  Athletissima - 9.05,98
- 2023:  London Grand Prix - 9.04,34
- 2023:  Weltklasse Zürich - 9.03,70
- 2023:  Prefontaine Classic - 8.51,67

### veldlopen
- 2017:  WK mixed relay in Kampala - 22.22
- 2019: 7e WK lange afstand in Århus - 37.12

2005 Docus Inzikuru ·
2007 Jekaterina Volkova ·
2009 Marta Domínguez ·
2011 Habiba Ghribi ·
2013 Milcah Chemos Cheywa ·
2015 Hyvin Jepkemoi ·
2017 Emma Coburn ·
2019 Beatrice Chepkoech ·
2022 Norah Jeruto ·
2023 Winfred Mutile Yavi
- World Athletics: 14383286